# 바이흐젤 집단군
바이흐젤 집단군(독일어: Heeresgruppe Weichsel)은 1945년 1월 24일 편성된 독일 국방군의 집단군이다. 소련의 비스와-오데르 공세로 궤멸된 A 집단군, 동프로이센 공세로 궤멸된 중부 집단군의 잔당 병력들을 긁어모아 만들었다. 소련군이 비스와강을 넘는 것을 저지하여 베를린을 지키는 것을 목적으로 했다. "바이흐젤"이란 비스와강의 독일어 이름이다.

## 베를린 공세 당시 전투서열
바이흐젤 집단군 (집단군 최고지휘관 고타르트 하인리키)
- 제3기갑군 (군사령관 하소 폰 만토이펠 남작, 1945년 3월 9일 - 1945년 5월 8일)
  - 제3(게르만)SS기갑군단 (군단장 펠릭스 슈타이너) - 이후 제21군으로 소속 변경됨
  - 제101육군단 - 이후 제21군으로 소속 변경됨
  - 제27육군단 - 이후 제21군으로 소속 변경됨
  - 제32육군단
  - 제46기갑군단
  - 슈비네뮌데 수비군
- 제21군 (군사령관 쿠르트 폰 티펠슈키르히
  - 제3(게르만)SS기갑군단
  - 제101육군단
  - 제27육군단
- 제9군 (군사령관 테오도어 부슈, 1945년 1월 20일 - 1945년 5월 2일)
  - 제101육군단
  - 제56기갑군단 (군단장 헬무트 바이틀링, 1945년 4월 12일 - 1945년 4월 23일)
  - 제11SS기갑군단
  - 제5SS산악군단

## 역대 최고지휘관
1. SS국가지도자 하인리히 힘러, 1945년 1월 28일 - 1945년 3월 20일
2. 상급대장 고타르트 하인리키, 1945년 3월 20일 - 1945년 4월 28일
3. 보병대장 쿠르트 폰 티펠슈키르히, 1945년 4월 28일 - 1945년 4월 29일
4. 상급대장 쿠르트 슈투덴트, 1945년 4월 29일 - 1945년 5월 8일 (폰 티펠슈키르히 대장이 권한대행).